# Pont-à-Chaussy
Pour les articles homonymes, voir Pont (toponyme).
Pont-à-Chaussy est une ancienne commune française du département de la Moselle en région Grand Est. Elle est rattachée à celle de Courcelles-Chaussy depuis 1812.

## Géographie
Cette petite localité est située sur la rive gauche de la Nied française, en bordure de celle-ci.

## Toponymie
Anciennes mentions : Le Pont à Flacquaire ou à Chaucey (1324) ; Chaussy sur la Nied française et Pont-à-Chaucey (1381) ; Chassey (1404) ;  Chaulcy, Chaulssay et Chaussi (1544) ; Pont-à-Chaulcy (1594) ; Pont de Chaussy et Pont à Chosy (xviie siècle) ; Pont à Chaucy (1610) ; Pont à Chauci (1635) ; Pont à Chaussy (1793),.
En allemand : Kelsch, Kalscherbruck (1915-1918).

## Histoire
À l'époque de l'Ancien régime Pont-à-Chaussy dépend des Trois-Évêchés et plus précisément du bailliage de Metz sous la coutume de cette ville. Sur le plan religieux, ce lieu était le siège de la paroisse de Courcelles-Chaussy, car c'est dans le hameau de Chaussy qu'était primitivement la mère église.
La commune de Pont-à-Chaussy est réunie à celle de Courcelles par décret du 7 août 1812.

## Politique et administration
| Période                                  | Période | Identité      | Étiquette | Qualité |
| ---------------------------------------- | ------- | ------------- | --------- | ------- |
| an VIII                                  | ?       | Louis Étienne |           |         |
| Les données manquantes sont à compléter. |         |               |           |         |

## Démographie
| 1793 | 1800 | 1806 |
| ---- | ---- | ---- |
| 107  | 102  | 106  |

## Lieux et monuments
- Château d'Urville